# Вилхелм фон Хесен-Филипстал-Бархфелд
Фридерих Вилхелм Карл Лудвиг фон Хесен-Филипстал-Бархфелд (на немски: Friederich Wilhelm Karl Ludwig von Hessen-Philippsthal-Barchfeld; на датски: Frederik Vilhelm Carl Ludvig, prins af Hessen-Philippsthal-Barchfeld; * 10 август 1786, Бархфелд; † 30 ноември 1834, Копенхаген) е принц от Хесен-Филипстал-Бархфелд.

## Биография
Той е по-малкият син на ландграф Адолф фон Хесен-Филипстал-Бархфелд (1743 – 1803) и съпругата му принцеса Луиза (1752 – 1805), дъщеря на херцог Антон Улрих фон Саксония-Майнинген (1687 – 1763) и втората му съпруга Шарлота Амалия фон Хесен-Филипстал (1730 – 1801). По-големият му брат Карл (1784 – 1854) е ландграф на Хесен-Филипстал-Бархфелд.
Фридрих Вилхелм първо е като ритмайстер и полковник-лейтенант на кралска датска служба, по-късно и в Курфюрство Хесен. След това е на императорска австрийска служба при княз Шварценберг и скоро става австрийски генерал-майор. През 1817 г. като генерал-майор на кон отново е в Дания.

## Фамилия
Вилхелм се жени на 22 август 1812 г. в дворец Фредериксберг в Копенхаген за принцеса Юлиана София Датска (* 18 февруари 1788, Копенхаген; † 9 май 1850, Копенхаген), дъщеря на трон-принц Фридрих Датски (1753 – 1805) и съпругата му херцогиня София Фредерика фон Мекленбург-Шверин (1758 – 1794). Юлиана е внучка на датския крал Фредерик V (1723 – 1766) и сестра на крал Кристиан VIII (1786 – 1848). Те нямат деца.